# 이타쿠라 다케루
이타쿠라 다케루(일본어: 板倉 洸, 1998년 4월 6일~)는 일본의 축구 선수이다.

## 구단 경력
그는 2021년 J3리그의 반라우레 하치노헤에 입단했다. 2022년까지 31경기에 출전하여, 3득점을 넣었다. 2023년 FC 오사카로 이적했다. 2024년 J2리그의 레노파 야마구치 FC로 이적했다.